# Цонко Цонев
Цонко Здравков Цонев е български политик. От 2003 г. до 2015 г. е кмет на Каварна.

## Биография
Роден е на 3 юни 1967 г. Завършва средно образование в МГ „Иван Вазов“ в Добрич. Висшето си образование получава в Юридическия факултет на Софийски университет „Климент Охридски“.
През 1994 – 95 г. е юрист на община Каварна на граждански договор, а от 1995 до 1999 г. е общински съветник в Каварна. Бил е адвокат в адвокатска колегия в Добрич, специалист по граждански дела.
Избран за Мъж на България за 2005 г. Известен е като фен на рок музиката и по негова идея се провежда фестивалът Каварна рок фест.
От 2015 г. до 2019 г. е независим общински съветник, издигнат от инициативен комитет.
Любима музика: AC/DC, Deep purple, Mike Oldfield, Jean Michael Jare, Фанданго.